# Marcel Halstenberg
Marcel Halstenberg (Laatzen, 27 september 1991) is een Duits voetballer die doorgaans als linksback speelt. Hij verruilde RB Leipzig in juli 2023 voor Hannover 96. Halstenberg debuteerde in 2017 in het Duits voetbalelftal.

## Clubcarrière
Halstenberg speelde in de jeugd bij Germania Grasdorf en Hannover 96. Hij verruilde de reserven van Hannover 96 in 2011 voor die van Borussia Dortmund. Hij vertrok in juli 2013 vervolgens naar FC St. Pauli, waar hij wel deel ging uitmaken van het eerste elftal. Halstenberg speelde in twee seizoenen 54 competitieduels in de 2. Bundesliga, waarvan 52 als basisspeler. Hij maakte hierin zes doelpunten.
St. Pauli verkocht Halstenberg in augustus 2015 voor 3,5 miljoen euro aan RB Leipzig, waar hij een vierjarig contract tekende. Ook met deze club speelde hij eerst een jaar op het tweede niveau. Leipzig was echter al een paar jaar bezig met investeren in het team om zo hogerop te komen. Halstenberg en zijn ploeggenoten promoveerden aan het eind van zijn eerste seizoen naar de Bundesliga. Hij debuteerde op 28 augustus 2016 op het hoogste niveau, in een competitiewedstrijd tegen 1899 Hoffenheim.
Ook na de promotie naar de Bundesliga bleef Halstenberg een vast gezicht in de basis. Leipzig en hij werden in 2016/17 tweede en plaatsten zich zo voor het eerst in de clubgeschiedenis voor de Champions League. In het najaar van 2017 mocht hij aantreden tegen AS Monaco, FC Porto en Beşiktaş JK, zijn eerste wedstrijden in een Europees toernooi. Ook in de seizoenen hierna plaatsten zijn ploeggenoten en hij zich steeds voor Europees voetbal. Leipzig bleek een blijver in de Duitse top en Halstenberg maakte consequent deel uit van het team. Hij miste door blessures een aanzienlijk deel van de seizoenen 2017/18 en 2021/22, maar kreeg verder ieder jaar in meer dan dertig wedstrijden speeltijd. Halstenberg won in 2021/22 met Leipzig de DFB-Pokal, de eerste grote prijs in de clubgeschiedenis. Hij kreeg in de finale tegen SC Freiburg na 57 minuten (bij een 1–0 achterstand) een rode kaart vanwege een charge op Lucas Höler. Zijn ploeggenoten sleepten de wedstrijd daarna toch nog uit het vuur. Voor Halstenberg kende zijn derde bekerfinale zo een positief einde, nadat hij die in 2018/19 en 2020/21 nog verloor met Leipzig. Halstenberg en zijn ploeggenoten wonnen de beker in 2023 opnieuw. Deze keer kon hij zijn medespelers van begin tot eind bijstaan in de finale tegen Eintracht Frankfurt.
Halstenbergs tweede bekerwinst bleek ook zijn laatste wedstrijd voor RB Leipzig. Hij tekende in juli 2023 voor twee seizoenen bij Hannover 96. Hij speelde op 29 juli 2023, dertien jaar nadat hij er doorstroomde vanuit de jeugd, zijn eerste wedstrijd in het eerste elftal, tegen SV Elversberg.

## Clubstatistieken
| Seizoen | Club         | Competitie    | Competitie | Competitie | Beker | Beker | Internationaal | Internationaal | Totaal | Totaal |
| Seizoen | Club         | Competitie    | Wed.       | Dlp.       | Wed.  | Dlp.  | Wed.           | Dlp.           | Wed.   | Dlp.   |
| ------- | ------------ | ------------- | ---------- | ---------- | ----- | ----- | -------------- | -------------- | ------ | ------ |
| 2013/14 | FC St. Pauli | 2. Bundesliga | 31         | 1          | 1     | 0     | –              | –              | 32     | 1      |
| 2014/15 | FC St. Pauli | 2. Bundesliga | 20         | 3          | 0     | 0     | –              | –              | 20     | 3      |
| 2015/16 | FC St. Pauli | 2. Bundesliga | 3          | 2          | 0     | 0     | –              | –              | 3      | 2      |
| Totaal  | Totaal       | Totaal        | 54         | 6          | 1     | 0     | 0              | 0              | 55     | 6      |
| 2015/16 | RB Leipzig   | 2. Bundesliga | 24         | 2          | 1     | 0     | –              | –              | 25     | 2      |
| 2016/17 | RB Leipzig   | Bundesliga    | 30         | 1          | 1     | 0     | –              | –              | 31     | 1      |
| 2017/18 | RB Leipzig   | Bundesliga    | 15         | 2          | 2     | 0     | 6              | 0              | 23     | 2      |
| 2018/19 | RB Leipzig   | Bundesliga    | 28         | 3          | 5     | 1     | 4              | 0              | 37     | 4      |
| 2019/20 | RB Leipzig   | Bundesliga    | 29         | 3          | 2     | 0     | 7              | 0              | 38     | 3      |
| 2020/21 | RB Leipzig   | Bundesliga    | 24         | 2          | 4     | 0     | 3              | 0              | 31     | 2      |
| 2021/22 | RB Leipzig   | Bundesliga    | 8          | 1          | 3     | 0     | 4              | 0              | 15     | 1      |
| 2022/23 | RB Leipzig   | Bundesliga    | 31         | 1          | 4     | 0     | 4              | 0              | 39     | 1      |
| Totaal  | Totaal       | Totaal        | 189        | 15         | 22    | 1     | 28             | 0              | 239    | 16     |
| 2023/24 | Hannover 96  | 2. Bundesliga | 3          | 0          | 1     | 1     | –              | –              | 4      | 1      |
| Totaal  | Totaal       | Totaal        | 3          | 0          | 1     | 1     | 0              | 0              | 4      | 1      |

Bijgewerkt t/m 19 augustus 2023

## Interlandcarrière
Halstenberg debuteerde op 10 november 2017 in het Duits voetbalelftal, in een oefeninterland in en tegen Engeland. Hij maakte op 9 september 2019 zijn eerste doelpunt voor de nationale ploeg. Hij zorgde toen voor de 0–1 in een met 0–2 gewonnen EK-kwalificatiewedstrijd in en tegen Noord-Ierland. Bondscoach Joachim Löw nam Halstenberg in 2021 mee naar het EK 2020, zijn eerste eindtoernooi. Hierop kwam hij één keer in actie, tijdens een invalbeurt in de groepswedstrijd tegen Portugal.

## Erelijst
| DFB-Pokal | 2x | 2021/22, 2022/23 |